# Andy Toolson
Andrew Kent Toolson, detto Andy (Chicago, 19 gennaio 1966), è un ex cestista statunitense, professionista nella NBA, in Italia, Spagna e Grecia.

## Palmarès
- Copa del Rey: 1

Joventut Badalona: 1997